# Roy Sesana

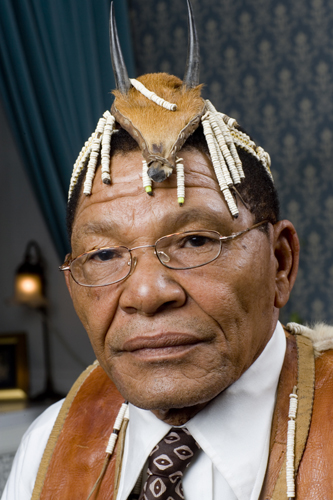
Roy Sesana

Roy Sesana, in seiner eigenen Sprache eigentlich Tobee Tcori, (Geburtsdatum unbekannt (um 1950) in Molapo, Betschuanaland, heute Botswana) ist ein Menschenrechtsaktivist aus dem Volk der San, der sich gemeinsam mit der Organisation First People of Kalahari für die Rechte der San einsetzt. Für seine Arbeit bekam er gemeinsam mit der Organisation den Right Livelihood Award 2005 verliehen.

## Leben
Roy Sesana lebt als traditioneller Medizinmann in New Xade, einem Ort nahe dem Reservat Central Kalahari Game Reserve (CKGR) in der Zentralkalahari. Er verbrachte einige Jahre in Südafrika und kehrte 1971 zu seinem Volk zurück, um gemeinsam mit ihm im Reservat zu leben.
Im Jahr 1991 gehörte Sesana zu den Gründern der First People Of The Kalahari (FPK), die sich intensiv für die Rechte der San einsetzt und vor allem das Recht auf die traditionelle Lebensweise im Reservat, welches genau zu diesem Zweck auf Anraten des Anthropologen George Silberbauer 1961 gegründet wurde, durchsetzen will. Von 1995 bis 2000 war Sesana Vorsitzender der Organisation, trat dann allerdings zurück, um die Informationsarbeit innerhalb der San voranzutreiben.
Nachdem in den 1980er und 1990er Jahren diverse Konferenzen und Diskussionen um die Landrechte und die Nutzung stattfanden wurde das zentrale Ziel des Reservats verändert und es sollte ein Reservat zum Schutz der Wildbestände werden, die San (Gana und Gwi) blieben vorerst noch geduldet. 1997 wurden sie, die in dem Reservat lebten, von der Landesregierung in das neu geschaffene New Xade übersiedelt, 2002 wurden auch die Bakgalagadi hierher gebracht. Die Regierungsbeauftragten zerstörten die Brunnen und drohten den San Strafen an, wenn sie in das Reservat zurückkehren sollten, trotzdem sind etwa 200 San wieder in das Reservat eingedrungen und leben dort in provisorischen Ansiedlungen. Sie sind der Verfolgung und Folter ausgesetzt, da man ihnen Wilderei vorwirft. Der Bruder Sesanas starb 2004, nachdem er von Wildhütern verprügelt wurde.
Roy Sesana setzte sich weiterhin für die Arbeit ein und rief die San zum Verlassen der Regierungsstädte auf, die er als „Places of Death“ („Stätten des Todes“) bezeichnet. Gemeinsam mit 248 San strengte er ein Gerichtsverfahren gegen die Regierung Botswanas an, welches auch symbolisch für den Umgang mit Indigenen Völker weltweit betrachtet wird und international interessiert beobachtet wird. Die Originalanklage von 2002 wurde aufgrund technischer Unstimmigkeiten verloren, ein Wiederaufnahmeverfahren soll frühestens 2006 stattfinden. Bereits im Vorfeld kündigte die Regierung Botswanas allerdings an, dass sie im Fall eines Verlierens die Gesetze in der Form ändert wird, dass sie ihr Programm ungehindert fortsetzen kann.
Am 24. September 2005 wurde Roy Sesana gemeinsam mit mindestens 20 weiteren San festgenommen und ins Gefängnis gesperrt, da die Gruppe versucht hatte, in den zentralen Schutzbereich der Kalahari vorzudringen. Sesana wurde auf Kaution am 27. September freigelassen; am 29. September wurde ihm und den First People Of The Kalahari der Right Livelihood Award zugesprochen.
Nachdem Roy Sesana und das Volk der San ihr Wohn- und Bleiberecht im Nationalpark Central Kalahari per Gerichtsbeschluss gegenüber der botswanischen Regierung durchgesetzt hatten, wurde ihnen jetzt auch das Recht eingeräumt, wieder Brunnen für das lebensnotwendige Trinkwasser zu bohren.

## Zitate
- „Wir wollen auf unserem Land leben und unsere Lebensweise selbst bestimmen.“ (Roy Sesana, April 2002)
- „Nun müssen wir unsere Gräber zurücklassen und fortgehen. Die Regierung sieht kein Problem darin, uns von unserem angestammten Land zu nehmen und anderswohin zu verpflanzen. Unsere eigene Kultur und unser Gemeinschaftsleben sind zerstört, niemand respektiert diese Dinge, es gibt keine Demokratie für uns.“ (Roy Sesana, Oktober 2001)